# Gle Buntung
Gle Buntung är en kulle i Indonesien.   Den ligger i provinsen Aceh, i den västra delen av landet, 1 800 km nordväst om huvudstaden Jakarta. Toppen på Gle Buntung är 184 meter över havet.
Terrängen runt Gle Buntung är kuperad söderut, men norrut är den platt. Havet är nära Gle Buntung åt nordost.